# Исаврийская война
Исаврийская война (греч. Πόλεμος κατά των Ισαύρων) — конфликт, который длился с 492 по 497 год и велся между армией Восточной Римской империи и повстанцами Исаврии. В результате войны император Анастасий I восстановил контроль над регионом Исаврии, а лидеры восстания были убиты. 

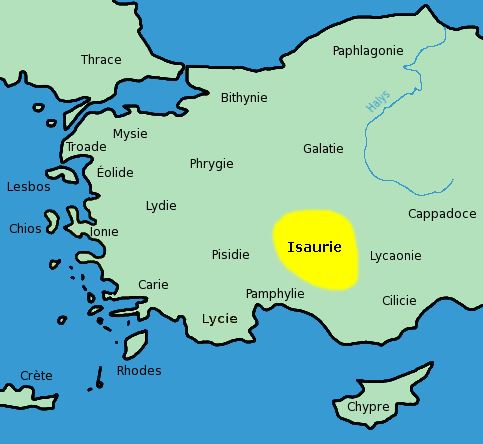
Исаврия

## Предыстория
Во время правления императора Феодосия II (402–450) выходцы из Исаврии, бедной и горной провинции в Малой Азии, впервые достигли высоких должностей в Восточной Римской империи. Император Лев I (правил в 457–474 годах) намеренно продвигал исавров на важные посты в гражданской и военной администрации, чтобы уравновесить влияние доселе всемогущих германских элементов. Однако исавры презирались как полуварвары жителями Константинополя, которые в 473 году подняли антиисаврийское восстание на ипподроме и в 475 году свергли недавно коронованного исаврийского императора Зенона (правил в 474–475 и 476–491 годах), убив всех исавров в городе. Зенон вернулся на трон в 476 году, и при нём его соплеменники-исавры процветали, и оппозиция им, хотя и росла, оставалась скрытой.

## Ход войны
В 491 году император Зенон умер, и его сменил Анастасий I, выбранный императрицей Ариадной. Во время короткого междуцарствия население Константинополя ясно выразило свои взгляды на престолонаследие криками на ипподроме, требуя «римского императора», тем самым отвергая возможное наследование Лонгина, брата Зенона. В том же году на ипподроме вспыхнули антиисаврийские беспорядки, и Анастасий изгнал многих высокопоставленных исаврийцев.
В 492 году исавры начали восстание. Первоначально повстанцам удалось собрать большую армию, состоявшую из римских и исаврийских войск. Они также начали грабить некоторые города в провинциях, граничащих с Исаврией. Но в том же году их объединенные силы были разбиты римской армией в битве при Котиеуме во Фригии. Лилинг, ведущая фигура восстания, погиб в битве. Выжившие исавры укрылись в горных крепостях своей страны и продолжали вести войну.
В 493 году римский полководец Диогениан захватил Клавдиополь, но был осажден там исаврами во главе с Кононом, бывшим митрополитом Апамеи, исавром по происхождению, который оставил свою должность, чтобы принять участие в восстании. Преодолев перевалы форсированным маршем, Иоанн Гиббо пришел на помощь Диогениану, который благодаря вылазке одержал решительную победу над исаврами, во время которой Конон был убит.
С 494 по 497 год исаврийцы оказывали сопротивление из крепости Папирий и других крепостей в исаврийских горах, получая снабжение из порта Антиохии от Лонгина Селина. В 497 году Иоанн Скиф разгромил исаврийских полководцев Лонгина Кардальского и Афинодора, тем самым фактически положив конец войне. 
В 498 году Иоанн Гиббо захватил последних оставшихся вождей исавров, Лонгина Селина и Инда, которых отправили в Константинополь, «где их провели с цепями на шеях и руках, к великому удовольствию императора и народа», как сообщает Евагрий Схоластик. После того, как их провели к толпе на ипподроме, они должны были пасть ниц (проскинеза) перед императором, сидевшим в императорской ложе. В честь победы Анастасий также приказал архитектору Этериусу построить Халкские бронзовые ворота в Большом двореце Константинополя, а поэт Христодор увековечил войну в ныне утерянной поэме в шести книгах под названием «Исаврика».